# Paul Koslo
Paul Koslo, född 27 juni 1944 i Tyska riket, död 9 januari 2019 i Lake Hughes, Kalifornien, var en amerikansk skådespelare. Efter att ha gjort några TV-roller under 1960-talet började han synas i större biroller i filmer på 1970-talet. Han syntes ofta i skurkroller i action eller thrillerfilmer. I kultfilmen Jakten mot nollpunkten 1971 spelade han däremot en polis. Han gjorde också många gästroller i amerikanska TV-serier till exempel Krona eller klave, Rockford tar över, Hawaii Five-O och Par i hjärter.

## Filmografi, urval
- 1971 – Jakten mot nollpunkten
- 1971 – Den siste mannen
- 1972 – Joe Kidd
- 1973 – Den skrattande polisen
- 1974 – Mr. Majestyk
- 1974 – Ursäkta, här kommer snuten!
- 1975 – Ett fall för Harper
- 1975 – Huka dig Rooster, nu laddar hon om
- 1976 – De fördömdas resa
- 1980 – Heaven's Gate